# إبراهيم عبد الغفار الدسوقي
إبراهيم عبد الغفار الدسوقي (1226 هـ- 1300 هـ) / (1811 - 1883م) أديب مصري، ولد في دسوق بحافظة كفر الشيخ بمصر وتوفي في القاهرة. تعلم بالأزهر الشريف. عين مصححا في مدرسة الطب، ثم بمدرسة المهندسخانة. قام بتصحيح جميع الكتب الرياضية التي ترجمت إلى العربية في المدرسة الثانية في عهدي محمد علي باشا، وحفيده عباس باشا إلى أن أغلقت حين ألغيت المهندسخانة في عهد سعيد باشا، فنقل إلى مطبعة بولاق مصححا، وأصبح رئيسا للمصححين فيها. شارك في تحرير الأهرام، الوقائع المصرية، ومجلة اليعسوب الطبية في بعض الأوقات.

## الإنتاج الشعري
- له ملزمة مطبوعة ضمنها ما أبدعه نظماَ ونثراً في الخديو إسماعيل، وهي بعنوان: «مقالة شكرية للحضرة الإسماعيلية، على إنشاء دار الوراقة ذات البهجة والطلاقة»، ونشرت له قصائد وقطع قلائل في الدوريات المصرية: الوقائع المصرية - العدد 758 - 28 من أبريل 1878 (16 بيتاً)، والوقائع المصرية - العدد 91 - 29 من سبتمبر 1880 (23 بيتاً)، والأهرام - العدد 1168 - 3 من أغسطس 1881 (4أبيات).

## الأعمال الأخرى
- صنّف رسالة في «فضائل الخيل وصفة الجياد» انتقى مادتها من المصادر التراثية العربية، كتبها عام 1266هـ/1849م - مخطوطة.
يعد من الشعراء المقلّين، ويذكر اسمه مقروناً بتاريخ الترجمة ونهضتها في عصر محمد علي. وتظهر في شعره ثقافته الدينية، والصور والمعاني المألوفة في قصائد المديح إبان عصور الأتراك والمماليك، ومن الطريف أن تتضمن قصيدته في «دار الوراقة» مفردات ومصطلحات علمية، وجدت لها مكاناً عبر اشتغاله بالترجمة.